# Vergleichsprozess
Vergleichsprozess ist ein Begriff aus der technischen Thermodynamik. 
Im Gegensatz zu dem in der Physik bekannten Carnot-Prozess, der – unabhängig von technisch realisierbaren Maschinen bzw. Anlagensystemen – das Optimum der Umwandlung von Wärme in mechanische Energie bei gegebenen Wärmequellen (z. B. heißem Rauchgas) und -senken (meist Umgebung) beschreibt, sind Vergleichsprozesse thermodynamische Kreisprozesse, die auf spezielle Maschinen und Anlagen zugeschnitten sind. Sie zeigen das Optimum an, das mit diesen Maschinen im Idealfall, d. h. bei reibungslosen (allgemeiner dissipationslosen) Zustandsänderungen erreichbar ist. 
Dazu gehört auch die Wärmeübertragung auf der Innenseite zum Arbeitsmedium (meist Gas oder Dampf). Man bezeichnet diese Prozesse deshalb auch als innerlich reversibel. Die Güte der real erreichbaren Prozesse wird als Gütegrad bezeichnet. Er ist der Quotient des thermischen Wirkungsgrades der realen Maschine zu dem der idealen Maschine.

## Bedeutende Vergleichsprozesse
Bedeutende Vergleichsprozesse sind:
- Diesel-Prozess als Gleichdruckprozess
- Otto-Prozess als Gleichraumprozess
- Seiliger-Prozess allgemein für Verbrennungsmotoren
- Joule-Prozess für einstufige Gasturbinenanlagen
- Ericsson-Prozess für mehrstufige Gasturbinenanlagen
- Clausius-Rankine-Prozess für einstufige Dampfkraftwerke
- Stirling-Prozess für den Stirlingmotor
- Plank-Kreisprozess – Kältemaschinen / Wärmepumpen
- Kalina-Kreisprozess
- Lenoir-Kreisprozess

## Berechnung der Vergleichsprozesse für den Arbeitsstoff: Ideales Gas mit konstanter Wärmekapazität
Eine Vielzahl von Vergleichsprozessen setzen sich aus reversiblen, quasistationären Zustandsänderungen (Isotherme, Isobare, Isochore, Isentrope, Polytrope) zusammen und sind somit relativ gut berechenbar. Zur Parameteroptimierung sind wiederholende Berechnungen erforderlich, wozu detaillierte Algorithmen und Rechenprogramme dienen: